# Walter Castor
Les Walter Castor I, II et III', et Walter Super Castor sont une série de moteurs en étoile d'aviation, produits à partir de 1928 par la société Tchécoslovaque Walter.

## Description
Le Castor, produit à partir de 1928, est un moteur sept cylindres refroidi par air, d'une cylindrée de 17 litres et développant 240 CV. Il reprend les principes de construction des moteurs plus petits (Walter Vega, Venus, et Mars) produit précédemment pour l'aviation de tourisme,